# 千代鳳祐樹
千代鳳 祐樹（ちよおおとり ゆうき、1992年10月11日 - ）は、鹿児島県志布志市出身で九重部屋に所属した元大相撲力士。本名は木下 祐樹（きのした ゆうき）。身長178cm、体重173kg、血液型はO型。得意手は突き、押し。最高位は西小結（2014年5月場所）。現在は年寄・錦島。同じ九重部屋の千代丸は実兄。好物は鶏の唐揚げ。嫌いなものはトマトと梅干し。趣味は寝ること（入門前は釣り、サッカー）。平成4年度生まれの関取を指す、いわゆる「花のヨン組」の1人。

## 人物

### 入門前
志布志大原保育園時代はサッカーを行い、志布志市立志布志小学校に入ってからは1年から5年ごろまで水泳を行っていた。入門前は主に柔道を得意とし、志布志柔道スポーツ少年団時代から志布志市立志布志中学校時代までの9年間に渡って続けていた。小学5年時に全国3位、中学3年時に全国大会出場を果たすなど活躍を見せ、黒帯（初段）も取得。スポーツ少年団の先生は相撲も教えていたため、小学2年から6年の頃までに相撲の経験があり、6年時にわんぱく相撲全国大会ベスト16の成績を残した。因みに父は野球をやらせたかったようだが父の出張中は母が柔道や相撲を始めさせたといい、本人も「生まれ変わったら野球選手になりたい」と願っているという。小学校時代に、九州で九重部屋の催しが行われた際に少年団の先生に連れて行ってもらい、九重に部屋を紹介された。兄の入門が先に決まると、部屋の鹿児島後援会長が自宅を訪れた際に入門を志願。

### 入門後から関取昇進まで
中学卒業後、兄と同じ九重部屋に中卒で入門、2008年5月場所で初土俵。勝ち越しが続いていた同11月場所で左膝前十字靱帯断裂の大怪我を負い、2009年5月場所まで休場。復帰した2009年7月場所で勝ち越すと、翌9月場所で序二段優勝を果たした。四股名を大木下から千代鳳に改めたあと、一時三段目で苦しんだが順調に昇進していった。2011年1月場所でに幕下に昇進。大相撲八百長問題で本場所が中止となっていた2011年4月2日には、実家が火事に見舞われたという知らせを受けた。初め、姉の電話があったときは「もうエイプリールフールは終わったよ」とエイプリルフールのネタだと決めつけていたが、後で友人からメールや現場の写真を受けて事実だと知った。以来、新居と新しい土地を購入するために関取として稼ぐ決意を固め、同11月場所と翌2012年1月場所を連続で6勝1敗（優勝同点・いずれも8人によるトーナメント式決定戦の決勝で敗北）の成績を収めた。翌3月場所での十両昇進を決め、2006年11月場所の若ノ鵬以来、日本人力士としては同年9月場所の栃煌山以来6年ぶりとなる10代の関取となった。志布志市では史上2人目の関取(旧志布志町出身の陣岳を史上初とした場合)。

### 関取昇進後
関取に昇進した3月場所は9勝6敗と勝ち越した。11月場所で怪我により休場するも、翌2013年1月場所から2場所連続で二桁勝利を挙げ、5月場所での新入幕を果たした。鹿児島県からの新入幕は、2010年9月場所の旭南海以来戦後20人目。新入幕の場所は6勝9敗と負け越して跳ね返された。11月場所では13勝2敗の好成績で十両優勝を果たした。翌2014年1月場所で再入幕を果たし、10勝5敗の好成績で締め括った。翌3月場所は自己最高位を東前頭5枚目まで更新、その場所は9勝6敗の勝ち越しを決め、翌5月場所の番付には西小結の地位に名前が載り、この場所の幕内最年少にして新三役という立場となった。九重部屋からの新三役は1999年7月場所に西小結に昇進した千代天山以来約15年ぶりである。鹿児島県からの新三役は、1992年9月場所の旭道山以来戦後8人目。志布志市からは史上2人目の新三役(旧志布志町出身の陣岳を史上初とした場合)。昇進の折のインタビューでは、上述の火事について言及し「土地、新居込みで2千万円。まず半分はオレが準備して、そして残りは兄がチョコチョコとローンを組んで払う予定です」とその計画を語った。新三役の場所はこの場所新横綱の鶴竜に圧勝したものの5勝10敗と大きく負け越し、上位の壁に跳ね返された。2015年1月場所2日目、インフルエンザのために休場し、隠岐の海戦は不戦敗となり、5日目から再出場し10日目の常幸龍戦では、常幸龍の休場で不戦勝を得た。3月場所では11勝4敗の好成績を上げるものの、敢闘賞をかけた千秋楽の逸ノ城戦で左膝を負傷し、翌5月場所は2日目から休場した。7月場所で十両に陥落するも1場所で幕内に復帰し、11月場所で10勝5敗と4場所ぶりの二桁勝利を記録した。2016年1月場所初日の御嶽海戦で再び左脚を負傷して2日目より休場し、6日目から再出場した。この場所の阿夢露戦は不戦敗となるが、5月場所2日目では阿夢露の休場により不戦勝を得た。2016年8月には師匠の13代九重の逝去により部屋付きの佐ノ山が14代九重を襲名。13代九重の死去に際しては「（亡きがらが）今にも起き上がってきそう。頑張って来いと言われている気がする。もう一度、三役に上がって“親孝行”したい」と沈痛な表情を浮かべながらコメントを述べていた。しかしその後は勝ち越しに恵まれず、2017年3月場所は6日目の豊響戦で叩き込まれた際に負傷、日本相撲協会に「右肩関節脱臼で2週間の安静が必要」との診断書を提出して7日目から休場。同年11月場所は「右肩脱臼、左膝前十字靱帯損傷で約1ヶ月間の加療を要する見込み」という10月30日付の診断書を提出して全休した。9月場所後に手術を受けており、この全休によって35場所務めた関取の地位から陥落。翌2018年1月場所も全休し、翌3月場所から幕下下位で復帰したものの、負傷の影響は否めず3勝4敗と負け越し、翌5月場所では元三役としては史上7人目となる三段目陥落を余儀なくされたが、平成28年7月場所以来、11場所ぶりの勝ち越しを記録した。2019年には徐々に番付を回復し、西幕下筆頭の地位で土俵に上がった11月場所では2番相撲までの連敗の後、3番相撲からの4連勝で勝ち越しを決め、4勝3敗で場所を終えた。場所後に再十両を果たし、13場所ぶりに関取の地位に復帰する格好となった。三役以上経験者が三段目以下に陥落してから十両に復帰する事例はこの場所で同時に再十両を達成した照ノ富士を含めて常幸龍以来3人目。場所中の報道によると右肩の回復具合は「6割程度」とのことであり、千代鳳は「早く千代丸に追いつきたい。幕内を見ていると、同年代が頑張っている。早くそこにいきたい」と意欲を語っていた。
2021年1月場所は、場所直前に自身が新型コロナウイルスに感染していることが判明したため全休した。翌3月場所の番付は事情が考慮されて、全休ながら1枚降下に留まったものの、4勝11敗と大敗。翌5月場所は左肩の負傷で1勝もできないまま途中休場し、続く7月場所で幕下に陥落。陥落3場所目の11月場所を1勝6敗で取り終えた後、同場所14日目（11月27日）に現役引退が日本相撲協会から発表された。引退後は年寄・佐ノ山を襲名した。29歳での引退となる。28日の引退会見では11月場所の番付発表後に腰痛で稽古にならなかったことから引退を決意したことを明かし、思い出の一番として2014年5月場所7日目の鶴竜戦での白星を挙げた。取組以外を含めた現役時代の思い出として入門直後に膝の手術で入院した際に兄の千代丸が入院中毎日夜のちゃんこを弁当に詰めて自転車で入院先に送ってくれたことを話し、全盛期の自分のように叩かれても落ちないコツを後進に教えたいと指導者としての抱負を語った。なお、2016年8月に20代佐ノ山が14代九重を襲名したことに伴い、空き株になった佐ノ山の名跡を取得したとなっていたが、この襲名の際に実際は取得していなかったことが判明した。
10月5日に断髪式が両国国技館で開催され、九重部屋の関取衆や同部屋の関係者、当日の一般参加者約20人を含む、約300人が鋏を入れ、止め鋏は14代九重が入れた。なお、自身の希望によって誰でも当日参加可能という異例の形式が取られた。
2022年11月7日には大山に、その後2025年5月1日には錦島に名跡を変更した。

## 取り口
基本的に突き押しを得意としており、立合いでは額から当たることが多い。引かれても咄嗟に両手を揃えて掌を上に向けて残す技術と1日500回の四股で養った強い足腰も備えている。千代鳳は2008年九州場所の大怪我以降、四股の重要性を思い知ったそうであり、それ以降「四股は腰を低く割ったまま踏むように」心掛け、それ以前より得意としていた四つから現在の突き押しに取り口を改造したという。その四股は師匠の九重が現役時代に部屋の兄弟子である松前洋（のち富士ヶ岳、最高位は幕下22枚目）の四股の型を綺麗だと思い真似たことから始まったとされ、以来九重の四股の型になりそれが千代鳳に伝わったという。
叩きに強く、引かれても容易に落ちないのも特長で、叩きに付いて行って勝利を収めることがしばしばある。一方で立合いの後の攻めが弱くなりがちな部分があり、2014年11月場所前の座談会では元日本テレビアナウンサーの原和夫が「二歩目をしっかり出して、もっと出足が出てくれば変わるかもしれない」と、元文化放送アナウンサーの坂信一郎が「何か一つ武器ができれば三役に定着できる」と改善策を提案した。
仕切りの動作は、時間いっぱいになると体のあちこちを叩き、顔を動かすという落ち着きのないものである。左膝の負傷が慢性化してからも前に落ちない相撲は健在であり、2017年1月場所時点で180kgを超えるアンコ体型でありながら前に落ちない相撲を取ることについてお笑い芸人のはなわから驚きの声を受けている。突き押し力士ではあるが組んでも強く、腰の重さも注目されている。
13代九重は生前、千代鳳に「ぶちかまして一発で持っていけば、横綱にも勝てる」と言葉を掛けたといい、2020年1月場所の関取復帰はこの言葉を取組前に必ず思い出して土俵に上がり続けた結果であった。

## エピソード
- 4月24日は地元の志布志市が「しぶしの日」と定めた記念日であり、2014年のこの日に5月場所の番付発表で自身の小結昇進が決定した[33]。5日後の29日に開催された「お釈迦まつり」では兄弟揃ってパレードに参加し、昇進を祝われた[34]。
- 九重は千代丸の入幕について、「自分から稽古をやろうとしない。弟がいたから上がれた」と語った[35]。千代鳳は千代丸を発奮させるために仕上げの稽古中に厳しい言葉を浴びせ、時には稽古場でへばった千代丸の顔面を張って発奮を促した。これについて、幕下時代の自身は千代の国に同様の形で鍛えてもらっただけに兄にも「力出せ」と言えるのだといい、稽古場では「兄弟とかは考えない。中学で柔道の試合をやっている時も年齢とか先輩とかは関係なかった」という。同時に「丸（兄）の場合は十両を3場所で通過したけど自分は十両で丸2年かかった。何で兄が下でうろちょろしていたのか分からない」という[36][37]。
- 2014年現在、江東区木場の映画館に自身の大きな尻が入る75センチ幅の特別席（通常は45センチ）があって通っている[7]。
- 好きな言葉は「死んで生きれるか」。これは、週刊少年チャンピオンで連載中の相撲漫画『バチバチ』からの引用である[38]。
- AKB48の田名部生来のファンである。2013年末に東京・秋葉原のAKB48劇場で田名部と出会い「ダンスもキレキレで一生懸命な姿に感動して」ファンになったという[39]。
- 2015年3月場所9日目、前頭13枚目勢戦で相手の「髷掴み」で反則勝ちとなったが、2014年11月場所4日目（対前頭7枚目佐田の海戦）、2015年1月場所13日目（対前頭6枚目豊響戦）においても同様に相手の「髷掴み」による反則勝ちがあり、3場所連続で反則勝ちを経験した[40]。日刊スポーツ新聞西日本の木村有三はこれについて「三場所連続で反則勝ちというのも相手に引かせるという相撲ぶりを象徴していますね」と評した。
- 2016年4月20日に日本相撲協会公式twitterから千代鳳が稽古として逆立ちを行っている画像が投稿された。写真を見ると、175kgの体が壁にもたれることなく両腕の筋肉だけで支えられており、両脚も垂直に伸びている[41]。
- 実家が全焼した直後、千代鳳は「家は全焼したが今場所は全勝します」と宣言し、それが新聞に載ったという。
- 日本相撲協会員を対象にした毎年恒例の献血運動が2017年2月6日に行われた。千代鳳は、痛さのあまり動いたことで、針が血管からずれるハプニングを乗り越え「今日は痛かった。注射しないで採ってくれたらなあ」と無理な注文を出した。九重部屋は13代九重の「献血があったらちゃんと行けよ」の教えを守り、この日は全部屋最多の8人が受けた[42]。
- 2020年6月に公開された相撲協会公式YouTubeチャンネルの動画ではステイホーム中の過ごし方としてNetflix鑑賞、ゲームを挙げている。ゲームの中でも『大乱闘スマッシュブラザーズ SPECIAL』がお気に入り[2]。
- 私生活では引退直後の2021年12月10日に大阪市出身の8歳年下の一般女性と結婚[43]。

## 主な成績

### 通算成績
- 通算成績：430勝363敗104休（80場所）
- 幕内成績：125勝138敗22休（19場所）
- 三役在位：1場所（小結1場所）
- 三賞・金星：なし

### 各段優勝
- 十両優勝：1回（2013年11月場所）

翌2014年1月場所で実兄の千代丸が優勝、史上初の兄弟による十両で連続優勝となった
- 序二段優勝：1回（2009年9月場所）

### 場所別成績
| | 一月場所 初場所（東京）   | 三月場所 春場所（大阪） | 五月場所 夏場所（東京） | 七月場所 名古屋場所（愛知） | 九月場所 秋場所（東京） | 十一月場所 九州場所（福岡） |
| --- | ------------------------- | ----------------------- | ----------------------- | --------------------------- | ----------------------- | --------------------------- |
| 2008年 （平成20年） | x                         | x                       | （前相撲）              | 西序ノ口37枚目 6–1          | 西序二段76枚目 4–2–1    | 東序二段45枚目 3–2–2        |
| 2009年 （平成21年） | 東序二段71枚目 休場 0–0–7 | 東序ノ口17枚目 1–0–6    | 西序ノ口12枚目 1–0–6    | 西序ノ口23枚目 6–1          | 西序二段59枚目 優勝 7–0 | 東三段目59枚目 6–1          |
| 2010年 （平成22年） | 西三段目6枚目 3–4         | 東三段目17枚目 3–4      | 東三段目32枚目 5–2      | 東三段目9枚目 2–5           | 西三段目35枚目 5–2      | 西三段目8枚目 6–1           |
| 2011年 （平成23年） | 東幕下32枚目 3–4          | 八百長問題 により中止   | 西幕下39枚目 6–1        | 東幕下12枚目 3–4            | 東幕下15枚目 5–2        | 西幕下7枚目 6–1             |
| 2012年 （平成24年） | 西幕下筆頭 6–1            | 東十両11枚目 9–6        | 西十両8枚目 6–9         | 西十両11枚目 10–5           | 東十両5枚目 7–8         | 東十両6枚目 7–2–6           |
| 2013年 （平成25年） | 東十両8枚目 10–5          | 西十両3枚目 10–5        | 西前頭14枚目 6–9        | 西十両筆頭 6–6–3            | 東十両5枚目 10–5        | 東十両2枚目 優勝 13–2       |
| 2014年 （平成26年） | 西前頭12枚目 10–5         | 東前頭5枚目 9–6         | 西小結 5–10             | 東前頭5枚目 6–9             | 西前頭7枚目 8–7         | 東前頭5枚目 6–9             |
| 2015年 （平成27年） | 西前頭7枚目 5–8–2         | 東前頭12枚目 11–4       | 東前頭4枚目 0–2–13      | 東十両筆頭 9–6              | 西前頭12枚目 6–9        | 西前頭15枚目 10–5           |
| 2016年 （平成28年） | 東前頭10枚目 5–7–3        | 東前頭13枚目 8–7        | 東前頭11枚目 8–7        | 東前頭8枚目 9–6             | 西前頭4枚目 1–10–4      | 西前頭12枚目 6–9            |
| 2017年 （平成29年） | 東前頭14枚目 6–9          | 東十両筆頭 3–4–8        | 東十両9枚目 7–8         | 東十両10枚目 7–8            | 西十両10枚目 7–8        | 東十両11枚目 休場 0–0–15    |
| 2018年 （平成30年） | 西幕下9枚目 休場 0–0–7    | 西幕下49枚目 3–4        | 東三段目3枚目 5–2       | 東幕下41枚目 5–2            | 東幕下25枚目 4–3        | 東幕下21枚目 5–2            |
| 2019年 （平成31年 /令和元年） | 西幕下12枚目 2–5          | 東幕下26枚目 6–1        | 東幕下10枚目 5–2        | 東幕下4枚目 3–4             | 西幕下7枚目 5–2         | 西幕下筆頭 4–3              |
| 2020年 （令和2年） | 東十両13枚目 6–9          | 東十両14枚目 9–6        | 感染症拡大 により中止   | 西十両8枚目 7–8             | 西十両9枚目 9–6         | 東十両7枚目 8–7             |
| 2021年 （令和3年） | 西十両5枚目 休場 0–0–15   | 西十両6枚目 4–11        | 東十両10枚目 0–9–6      | 東幕下7枚目 4–3             | 東幕下3枚目 2–5         | 東幕下12枚目 引退 1–6–0     |
| 各欄の数字は、「勝ち-負け-休場」を示す。 優勝 引退 休場 十両 幕下 三賞：敢=敢闘賞、殊=殊勲賞、技=技能賞 その他：★=金星 番付階級：幕内 - 十両 - 幕下 - 三段目 - 序二段 - 序ノ口 幕内序列：横綱 - 大関 - 関脇 - 小結 - 前頭（「#数字」は各位内の序列） |                           |                         |                         |                             |                         |                             |

## 合い口
引退現在。
（以下、最高位が横綱・大関の現役力士）
- 元大関・髙安には3勝2敗。いずれも髙安の大関昇進前の対戦である。
- 元大関・正代には4敗(うち不戦敗1)。いずれも正代の大関昇進前の対戦である。
- 元大関・御嶽海には1勝4敗。いずれも御嶽海の大関昇進前の対戦である。

（以下は最高位が横綱・大関の引退力士）
- 元横綱・白鵬には1敗。
- 元横綱・日馬富士には3敗。
- 元横綱・鶴竜には1勝。
- 元横綱・稀勢の里には4敗。いずれも稀勢の里の大関在位中の対戦である。
- 元横綱・照ノ富士には2敗。
- 元大関・琴奨菊には1勝。
- 元大関・豪栄道には1敗。豪栄道が大関昇進前の対戦である。
- 元大関・栃ノ心には1敗。栃ノ心が大関昇進前の対戦である。
- 元大関・貴景勝には1勝。貴景勝が新入幕の時の対戦である。

### 幕内対戦成績
| 力士名 | 勝数 | 負数 | 力士名   | 勝数 | 負数 | 力士名     | 勝数 | 負数 | 力士名   | 勝数 | 負数 |
| ------ | ---- | ---- | -------- | ---- | ---- | ---------- | ---- | ---- | -------- | ---- | ---- |
| 碧山   | 1    | 6    | 明瀬山   | 1    | 0    | 朝赤龍     | 2    | 0    | 安美錦   | 2    | 3    |
| 阿夢露 | 1(1) | 2    | 荒鷲     | 3    | 1    | 勢         | 5    | 3    | 石浦     | 1    | 1    |
| 逸ノ城 | 0    | 5    | 遠藤     | 3    | 5    | 大砂嵐     | 4(1) | 3    | 隠岐の海 | 1    | 2(1) |
| 魁聖   | 3    | 1    | 臥牙丸   | 7    | 4    | 鏡桜       | 2    | 0    | 輝       | 1    | 0    |
| 鶴竜   | 1    | 0    | 稀勢の里 | 0    | 4    | 北太樹     | 3    | 2    | 北はり磨 | 1    | 0    |
| 旭秀鵬 | 2    | 4    | 旭天鵬   | 3    | 2    | 豪栄道     | 0    | 1    | 琴奨菊   | 1    | 0    |
| 琴勇輝 | 2    | 1    | 佐田の海 | 4    | 6(1) | 佐田の富士 | 2    | 2    | 里山     | 0    | 1    |
| 常幸龍 | 3(1) | 1    | 正代     | 0    | 4(1) | 翔天狼     | 2    | 0    | 松鳳山   | 0    | 5    |
| 青狼   | 2    | 0    | 蒼国来   | 2    | 6    | 大栄翔     | 4    | 1    | 大翔丸   | 3    | 3    |
| 大道   | 1    | 0    | 貴景勝   | 1    | 0    | 貴ノ岩     | 1    | 2    | 髙安     | 3    | 2    |
| 宝富士 | 4    | 4    | 豪風     | 5    | 5    | 玉鷲       | 4    | 4    | 照ノ富士 | 0    | 2    |
| 時天空 | 2    | 1    | 徳勝龍   | 7    | 2    | 栃煌山     | 0    | 4    | 栃ノ心   | 0    | 1    |
| 栃乃若 | 3    | 0    | 豊ノ島   | 1    | 1    | 豊響       | 6    | 3    | 錦木     | 3    | 1    |
| 白鵬   | 0    | 1    | 日馬富士 | 0    | 3    | 英乃海     | 3    | 1    | 富士東   | 0    | 1    |
| 誉富士 | 2    | 2    | 舛ノ山   | 1    | 1    | 御嶽海     | 1    | 4    | 妙義龍   | 1    | 5    |
| 嘉風   | 2    | 5    | 若の里   | 0    | 1    |            |      |      |          |      |      |

## 改名歴
力士
- 大木下 祐樹（おおきのした ゆうき）2008年5月場所 - 2009年9月場所
- 千代鳳 祐樹（ちよおおとり - ） 2009年11月場所 - 2021年11月場所

年寄
- 佐ノ山 祐樹（さのやま - ）2021年11月27日 - 2022年11月7日
- 大山 祐樹（おおやま - ）2022年11月7日 - 2025年4月30日
- 錦島 祐樹（にしきじま - ） 2025年5月1日 -